# Lezhi, Guizhou
Lezhi (kinesiska: 乐治) är en köping i sydvästra Kina. Den ligger i Nayong härad i staden Bijie i provinsen Guizhou, omkring 120 kilometer väster om provinshuvudstaden Guiyang. Antalet invånare är 20 779.